# Pieronka (Rzeszów)
Pieronka – część Rzeszowa (Pogwizdowa Nowego), dzielnica niestanowiąca jednostki pomocniczej gminy.
Jest położona w województwie podkarpackim. W latach 1975–1998 administracyjnie należała do województwa rzeszowskiego.

## Współczesność
Zgodnie z uchwałą Rady Miejskiej w Głogowie Małopolskim z dnia 30 grudnia 2019 r. od sołectwa Pogwizdów Nowy została odłączona część jego obszaru (w tym  m.in. Pieronka, zgodnie z mapą stanowiącą załącznik do tej uchwały) i przyłączona do sołectwa Rudna Mała.
Dnia 31 lipca 2020 r. Rada Ministrów wydała rozporządzenie na mocy którego z dniem 1 stycznia 2021 r. została ustalona granica miasta Rzeszów i gminy Głogów Małopolski przez włączenie do dotychczasowego  obszaru  miasta  na  prawach  powiatu  Rzeszów  obszaru  obrębu  ewidencyjnego  Pogwizdów  Nowy, o powierzchni 240,01 ha, z gminy Głogów Małopolski. Rząd niniejszym rozporządzeniem założył włączenie Pogwizdowa Nowego do Rzeszowa w starych granicach, czyli bez uwzględnienia uchwały Rady Miejskiej Głogowa Małopolskiego, która włączyła część Pogwizdowa do Rudnej Małej.
Wojewódzki Sąd Administracyjny w Rzeszowie wydał dnia 9 września 2020 r. wyrok (orzeczenie nieprawomocne), w wyniku którego stwierdzono nieważność zaskarżonej uchwały Rady Miejskiej w Głogowie Małopolskim z dnia 30 grudnia 2019 r. w przedmiocie zmiany granic sołectw Pogwizdów Nowy i Rudna Mała. Burmistrz gminy Głogów Małopolski zapowiedział złożenie skargi kasacyjnej do Naczelnego Sądu Administracyjnego.